# Калше
Калше (словен. Kalše) — поселення в общині Словенська Бистриця, Подравський регіон‎, Словенія.